# Navajo Butte
Navajo Butte är en bergstopp i Antarktis. Den ligger i Östantarktis. Nya Zeeland gör anspråk på området. Toppen på Navajo Butte är 1 736 meter över havet.
Terrängen runt Navajo Butte är kuperad åt sydväst, men åt nordost är den bergig. Trakten är obefolkad. Det finns inga samhällen i närheten. 